# Pogonarthron minutum
Pogonarthron minutum är en skalbaggsart som först beskrevs av Maurice Pic 1905.  Pogonarthron minutum ingår i släktet Pogonarthron och familjen långhorningar.
Artens utbredningsområde är Iran. Inga underarter finns listade i Catalogue of Life.